# Sybra flavostriata
Sybra flavostriata es una especie de escarabajo del género Sybra, familia Cerambycidae. Fue descrita científicamente por Hayashi en 1968.
Habita en islas Ryūkyū, Japón. Mide 6,9-13,5 mm. El período de vuelo de esta especie ocurre en todos los meses del año.